# Gastronomía de Togo

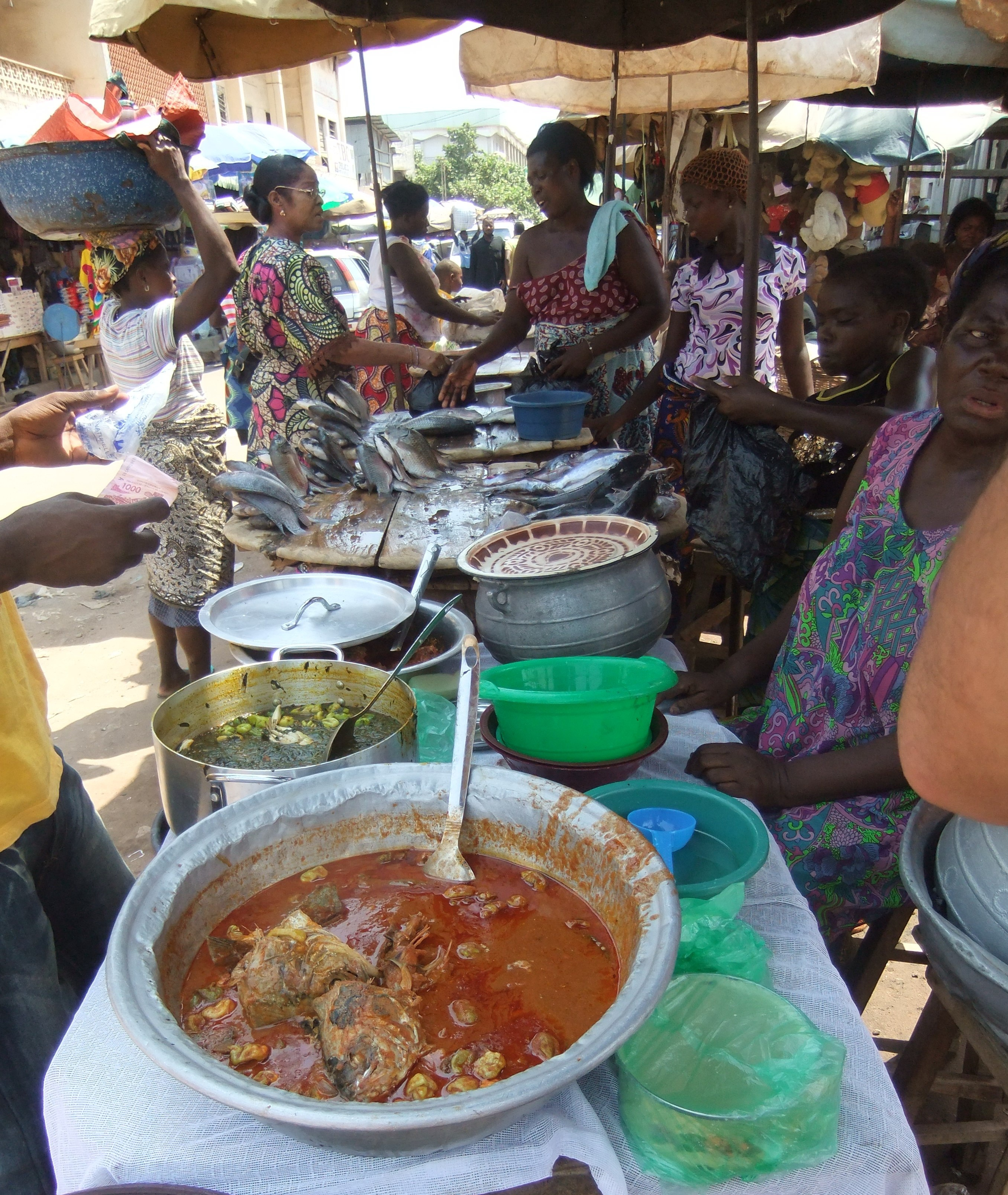
Comida de calle en Lomé.

La gastronomía togolesa es la cocina tradicional de Togo, país de África occidental. Los alimentos básicos en la cocina togolesa incluyen maíz, arroz, mijo, yuca, ñame, plátano y frijoles, siendo el maíz es el más consumido por los togoleses. El pescado es una fuente importante de proteínas, y la carne a menudo se caza y se consume. La gente en Togo tiende a comer en casa, pero también hay restaurantes y puestos de comida.

## Comidas y platos

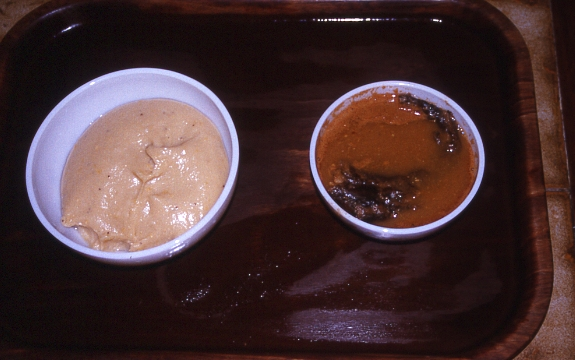
Fufu (izquierda) y sopa de fruto de palma (derecha).

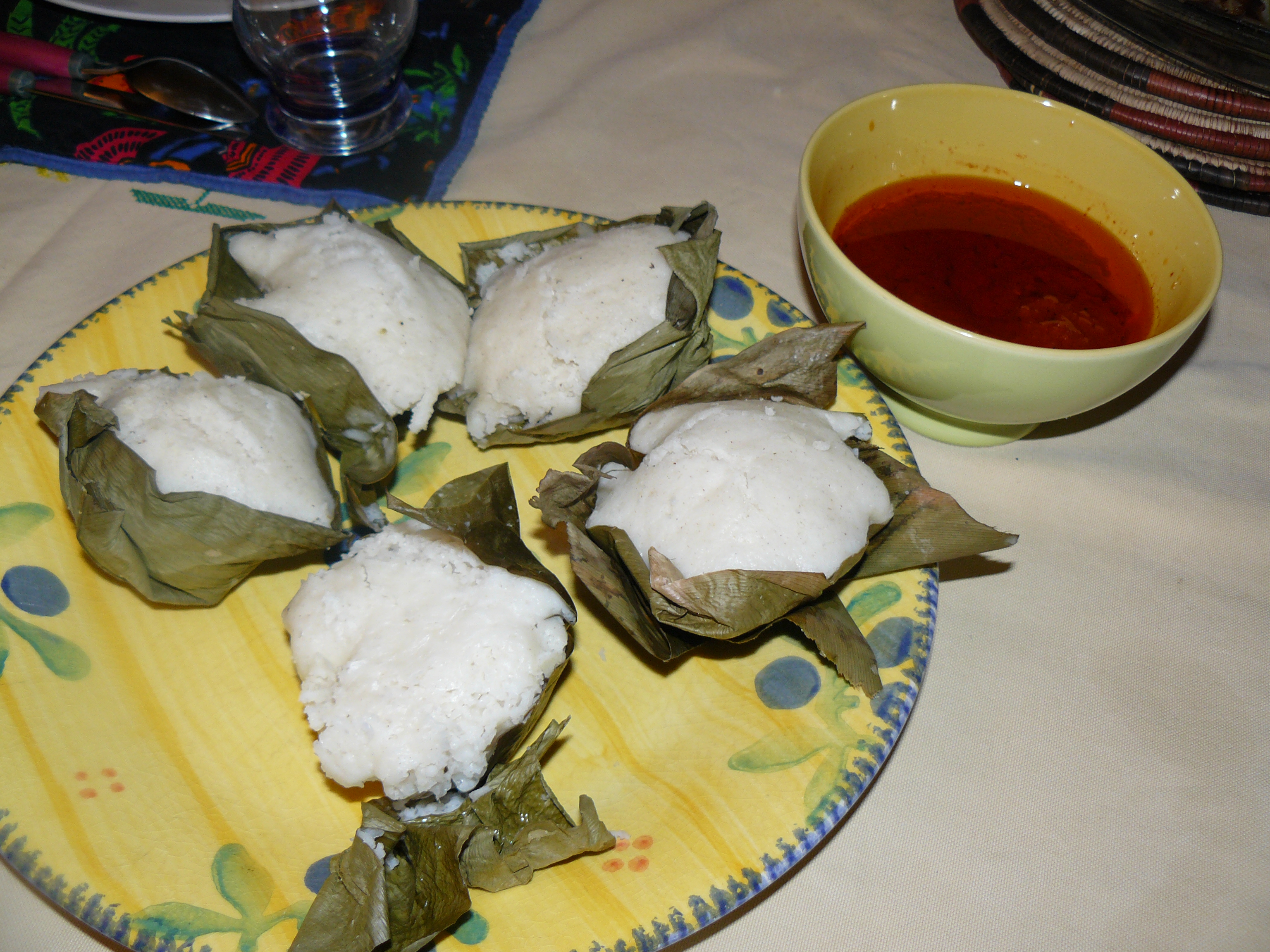
Ablo, una preparación togolesa a base de maíz.

El estilo togolés suele ser una combinación de influencias de las gastronomías de África occidental, la francesa y alemana. La cocina tiene muchas salsas y tipos diferentes de paté, muchos de los cuales están hechos de berenjena, tomate, espinaca, y pescado. La cocina combina estas comidas con varios tipos de carne y vegetales para crear sabrosos platos. Los puestos de comida en carretera venden alimentos como cacahuetes, tortillas, brochetas, mazorcas de maíz y langostinos cocidos.
Otros alimentos y platos típicos son:
- Agouti.[3]
- Baguette (pan)
- Los chiles, como especia[1]
- Fufu, hecho de ñames pelados y hervidos que luego se machacan con una mano de mortero hasta alcanzar una consistencia de masa.[2] Típicamente acompañado con salsas.
- Carne de la cabra.
- Koklo meme, pollo a la parrilla con una salsa de ají.
- Kokonte, un paté hecho de yuca.
- Paté, un pastel de harina de maíz comúnmente consumido.[4]
- Cacahuetes
- Riz Salsa d'arachide, un plato de arroz hecho con salsa satay.
- Akume, alimento sólido preparado a partir de maíz molido servido con un acompañamiento de salsa, generalmente sopa de okra.

## Bebidas
- Vino tinto[4]
- Cerveza,[3] estilo americano
- Vino blanco